# Oslarka, Stara Zagora
Oslarka (în bulgară Осларка) este un sat în comuna Cirpan, regiunea Stara Zagora,  Bulgaria. 

## Demografie
Componența etnică a satului Oslarka
     Nicio identificare (100%)
     Altele (0%)
La recensământul din 2011, populația satului Oslarka era de 22 locuitori. . Pentru 100% din locuitori nu este cunoscută apartenența etnică.